# Helmut Howiller
Helmut Howiller (ur. 27 czerwca 1943 w Dzietrzkowicach, zm. 3 maja 2024) – wschodnioniemiecki judoka. Olimpijczyk z Monachium 1972, gdzie zajął piąte miejsce w wadze półciężkiej.
Brązowy medalista mistrzostw świata w 1971; uczestnik zawodów w 1969. Zdobył sześć medali na mistrzostwach Europy w latach 1963–1971 roku.

## Letnie Igrzyska Olimpijskie 1972
| Konkurencja | Rundy eliminacyjne | Repasaże                  | Repasaże                 | Finały               | Klas. końcowa |
| Konkurencja | 1/32               | Przeciwnik I              | Przeciwnik II            | O 3. miejsce         | Miejsce       |
| ----------- | ------------------ | ------------------------- | ------------------------ | -------------------- | ------------- |
| 93 kg       | Paul Barth (FRG) P | Włodzimierz Lewin (POL) Z | Terry Farnsworth (CAN) Z | Chiaki Ishii (BRA) P | 5.            |